# José Polo de Bernabé y Borrás
José Polo de Bernabé y Borrás (Quartell, 12 de desembre de 1812 - Vila-real, 4 d'octubre de 1889) fou un polític i empresari valencià. El seu pare era Manuel María Polo de Bernabé y Mundina, membre de la Guàrdia valona originari de Vistabella del Maestrat i de tarannà liberal; la seva mare, Peregrina Borrás y Borrás, era de Sagunt.

## Carrera política
Estudià dret a la Universitat de València i durant la primera guerra carlina, quan els carlins ocuparen Vila-real li van arrabassar les propietats familiars. Aleshores militava a l'ala més liberal del Partit Moderat, amb el que fou nomenat tinent d'alcalde de València quan fou alcalde José Campo Pérez (1844-1847), i el 1846 diputat a Corts Espanyoles per la província de Castelló. Va revalidar l'escó el 1851, 1853, 1857, 1858, 1863, 1864 i 1867.
Membre de l'oposició conservadora a Narváez, el 1856 ingressà a la Unió Liberal i fou vicepresident de les últimes Corts del regnat d'Isabel II d'Espanya. Durant el sexenni democràtic va romandre inactiu, i quan es produí la restauració borbònica va pertànyer al Partit Liberal Conservador, amb el que fou elegit diputat per Vinaròs a les eleccions generals espanyoles de 1876. Durant el seu mandat va presidir la comissió parlamentària de la llei electoral. En 1880 va ingressar juntament amb el grup centralista al Partit Liberal Fusionista, però el 1883 es va sumar a l'escissió de la Izquierda Dinástica. Amb aquest grup fou nomenat senador per les Illes Balears el 1881, i nomenat senador vitalici el 1883 per instància del president del Consell de Ministres, el seu amic José de Posada Herrera. Des del 1949 gaudeix d'una estàtua a Vila-real, obra de Josep Pasqual Ortells López.

## Activitat empresarial
Era un gran propietari agrícola, i les seves possessions eren repartides per Vila-real, Borriana, Vistabella del Maestrat i Atzeneta del Maestrat. En la seva activitat agrícola va incorporar novetats tecnològiques que van tenir una important repercussió en la producció, com l'ús dels superfosfats i abonaments minerals per a l'abonat, activitat en la qual fou pioner. En les seves més de 2.500 fanegades de terreny va reemplaçar vinyes i oliveres per mandarines, introduint així el seu cultiu a la Plana Baixa. Va potenciar el comerç exterior de taronges, precedent del modern comerç amb Les Halles de París i diversos mercats anglesos, alemanys i suïssos. Una de les primeres marques de cítrics patentada a Espanya duia el seu nom, de la que a finals dels anys 1860 exportava ja més de 50.000 caixes. Amb la seva activitat exportadora va impulsar el port de Vinaròs. També va experimentar el conreu del tabac i la canya de sucre a les seves finques.
En 1870 va fundar la Companyia Anònima de Barris Obrers de València, que va promoure la construcció de cases barates per als treballadors, per tal d'afeblir la influència de l'internacionalisme obrerista entre els treballadors. I el 1879 apareixia com a copropietari d'una fàbrica de rajoles a Onda.